# Pricktangara
Pricktangara (Ixothraupis varia) är en fågel i familjen tangaror inom ordningen tättingar.

## Utseende och läte
Pricktangaran är en vacker liten tangara med enhetligt lysande grön fjäderdräkt. Hanen är blåaktig på vingar och stjärt, och på bröstet syns spridda prickar. Honan är helgrön och saknar hanens mörka tygel. Sången är mycket ljus och väsande: "tsip... tsee-tseee-tsee-tsee-tsee".

## Utbredning och systematik
Fågeln förekommer i södra Venezuelas anslutning till Guyanaregionen och norra Amazonområdet i Brasilien. Den behandlas som monotypisk, det vill säga att den inte delas in i några underarter.

### Släktestillhörighet
Tidigare inkluderades arten i släktet Tangara, men genetiska studier har visat att den och dess släktingar står närmare Thraupis. Andra auktoriteter inkluderar istället både Ixothraupis och Thraupis i Tangara.

## Levnadssätt
Pricktangara hittas fläckvis i trädkronor i fuktiga skogar och skogsbryn, typiskt i vitsandsskog eller utmed åsar. Den ses ofta som en del av kringvandrande artblandade flockar.

## Status
Arten har ett stort utbredningsområde och beståndet anses stabilt. Internationella naturvårdsunionen IUCN listar den därför som livskraftig (LC).